# أرنجن
أرنجن هي قرية في مقاطعة كاشان، إيران. يقدر عدد سكانها بـ 277 نسمة بحسب إحصاء 2016.